# Congregatie van de Heilige Geest

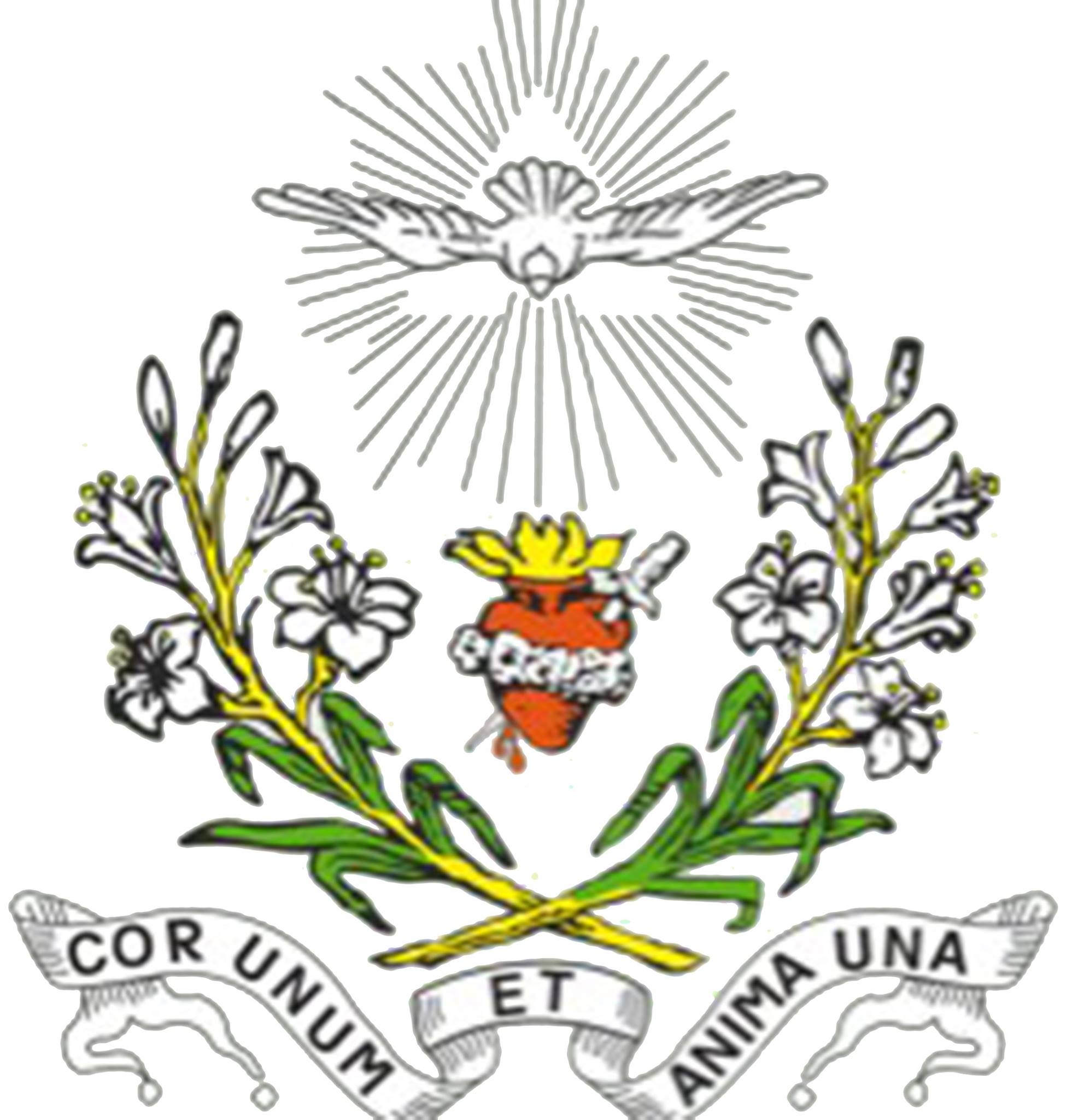
Het zegel van de Congregatie van de Heilige Geest

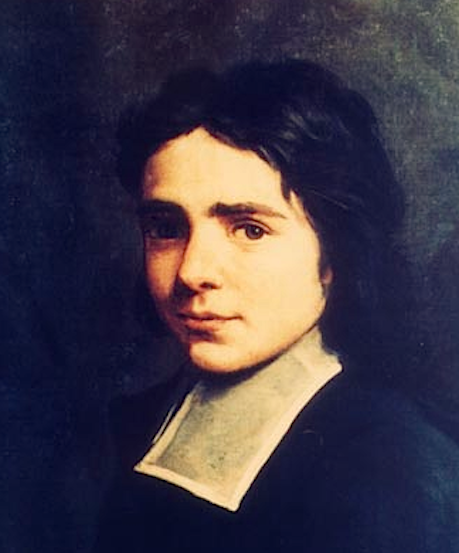
De ordestichter Claude Poullart des Places

De Congregatie van de Heilige Geest (Latijn: Congregatio Sancti Spiritus sub tutela Immaculati Cordis Beatissimae Virginis Mariae, afgekort CSSp) is een missiecongregatie. De leden van de congregatie, zowel paters als broeders, worden ook spiritijnen of spiritanen genoemd.

## Historie
Zij werd in 1703 in Parijs gesticht door Claude Poullart des Places (1679-1709). Op 27 mei 1703 stichtte hij een seminarie aan de Rue des Cordiers, vlak bij de kerk Saint-Étienne-des-Grès, waar studenten volgens de traditie van de Jezuïeten werden opgeleid tot priester. De keuze voor een seminarie komt vermoedelijk voort vanuit het beperkte aantal leden van de stichting waardoor oprichting van een congregatie niet mogelijk was. Daarnaast was het in Frankrijk in die tijd niet toegestaan nieuwe congregaties op te richten. Hoewel afgestudeerde studenten besloten als missionaris in de Franse Koloniën te gaan werken.
Tijdens de Franse Revolutie kwam het voortbestaan van het seminarie in gevaar doordat de Assemblée nationale constituante besloot alle kerkelijke bezittingen te confisqueren. Na 1805 werd de congregatie weer toegestaan om missionarissen op te leiden.
In 1840 werden in het seminarie van de Heilige Geest de eerste drie Afrikaanse priesters gewijd, afkomstig uit Senegal.
In 1848 fuseerde de congregatie met de missiecongregatie van het Heilig Hart van Maria, die in 1840 was opgezet door de bekende joodse bekeerling en katholieke priester Jacob Libermann (1802-1852).
Begin twintigste eeuw vestigde de congregatie zich in Nederland. Onder andere in Weert (1904), Gemert (1914), Gennep (1926) en Baarle-Nassau.
De Belgische missiebisschoppen Georges Joseph Haezaert en Gustave Joseph Bouve maakten deel uit van deze congregatie, evenals de traditionalistische aartsbisschop Marcel Lefebvre, die van 1962 tot 1968 algemeen-overste van de congregatie was. De Nederlandse aartsbisschop Lambert van Heygen behoorde ook tot deze congregatie.
In 1949 kochten de paters Huize Oostermeerkerk in Berg en Dal om studenten aan de universiteit in Nijmegen te huisvesten. In dit huis werd een missiemuseum opgericht waar door de missionarissen verzamelde voorwerpen werden getoond. Hieruit ontstond in 1958 het Afrika Museum.
Op nieuwjaarsdag 1962 werden verschillende leden van de congregatie vermoord tijdens een slachtpartij in Kongolo (Katanga) in Congo. Bisschop Gustave Bouve overleefde het bloedbad. Elk jaar is er  een herdenking van die tragische gebeurtenis in het herdenkingskapel te Gentinnes.

## Missiegebieden

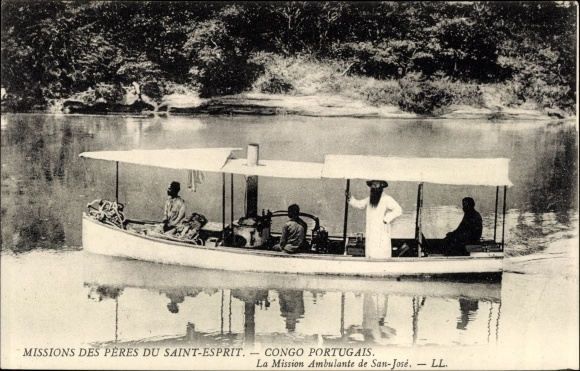
Een pater spiritijn in het huidige Angola omstreeks 1890

De congregatie is vanaf haar oprichting een echte missiecongregatie. Ze was overal ter wereld actief met een concentratie in Afrika ten zuiden van de Sahara. De congregatie was werkzaam in Congo, Congo-Brazzaville en Angola (vanaf 1865), Tanzania (vanaf 1862), Kameroen (vanaf 1922), de Centraal Afrikaanse Republiek (vanaf 1909), Brazilië (vanaf 1885), Haïti, Kenia (vanaf 1917), Ethiopië, Zuid-Afrika, Guadeloupe en Martinique. 
De Nederlandse provincie heeft een beperkt aantal eigen missiegebieden gehad, maar wel altijd nauw samengewerkt met andere spiritijnse provincies. De Nederlandse provincie kreeg al in 1931 een eigen missiegebied toegewezen; het in 1906 opgerichte apostolisch vicariaat Bagamoyo in Tanzania. In dit missiegebied kregen de paters hulp van de Missiezusters van het Kostbaar Bloed, Aarle-Rixtel. De Missionarissen van de Heilige Geest, onder leiding van Fr. Antoine Horner, waren de eersten die in 1863 op Zanzibar aankwamen en in 1868 overstaken naar het vasteland van Tanzania, Bagamoyo, waar ze bevrijde slavendorpen openden. In deze dorpen ontvingen en onderwezen ze slaven die door de Britse mariniers waren bevrijd van de Arabische slavenhandelaren. Met de hulp van catechisten die in deze dorpen waren opgeleid, evangeliseerden de missionarissen noordwaarts tot aan de hellingen van de Kilimanjaro. De bevrijde slaven waren de eerste catechisten. Nederlandse  missionarissen  hielden zich  in  het  algemeen  afzijdig  zowel  van  de  koloniale  als ook  nationalistische politiek.
Een aantal Spiritijnen werkten op St. Maarten, St. Martin, Curaçao en Bonaire.

## Werk
- Wetenschappelijk) onderzoek Onderwijs (Duquesne Universiteit)
- Informatievoorziening en propaganda
- Pastoraal werk
- Evangelieverkondiging en catechese
- Bestudering en beschrijving van taal en cultuur
- Opleiding van zendingswerkers en missionarissen
- Uitzending van zendingswerkers en missionarissen

## Heden
In 2004 telde de congregatie 2185 priesters en 2985 mannelijke religieuzen. De congregatie is gevestigd in België (Blanden, Brussel, Gentinnes, Nijlen en Turnhout), Nederland, Duitsland, Spanje, Frankrijk, Ierland, Polen, Portugal, het Verenigd Koninkrijk, Zwitserland, Algerije, Angola, de Centraal-Afrikaanse Republiek, Ethiopië, Gambia, Kaapverdië, Kameroen, Kenia, Congo-Brazzaville, Congo-Kinshasa, Madagaskar, Malawi, Mauritius, Gabon, Ghana, Mozambique, Nigeria, Réunion, Sierra Leone, Tanzania, Senegal, Zambia, Zimbabwe, Zuid-Afrika, Brazilië, Canada, Frans-Guyana, Guadeloupe, Haïti, Martinique, Mexico, Paraguay, Trinidad en Tobago, Puerto Rico, de Verenigde Staten, de Filipijnen, Pakistan, Australië en Papoea-Nieuw-Guinea.

## Bekende leden van de congregatie
- Lambert van Heygen C.S.Sp. (1920-2007), Nederlands missionaris; was van 1993-1999 (aarts)bisschop van Bertoua in Kameroen;
- Marcel Lefebvre C.S.Sp. (1905-1991), aartsbisschop van Dakar, aartsbisschop van Tulle, algemeen overste van de Spiritijnen (1962 - 1968) en stichter (1970) van de Priesterbroederschap Sint-Pius X.